# DJ style
Genres dérivés
Hip-hop, hip-hop raggamuffin, dub poetry, dancehall, rub-a-dub, ragga/early ragga, ragga hardcore
Le DJ style (ou simplement DJ) est un genre musical dérivé du reggae chanté par des DJ, caractérisé par un style vocal parlé, développé autour de la seconde moitié des années 1960. La particularité de ce genre est la pratique du toasting, un style vocal mi-parlé, mi-chanté qui était à l'origine improvisé par les DJ sur les pistes d'accompagnement d'une chanson de reggae existante (sur la base de divers styles tels que le rocksteady, le early reggae, le roots reggae ou le dub). Il s'agit plus précisément du proche précurseur du reggae dancehall, qui se réfère spécifiquement aux styles chantés par les toasters.
Ce genre est considéré comme le précurseur du rap et d'autres sous-genres du reggae qui sont apparus plus tard, comme la dub poetry, et une grande partie du reggae dancehall, en particulier celui qui est chanté dans les toasts par les DJ. Parmi les représentants notables de ce courant musical figurent des artistes tels que U Roy, Dennis Alcapone, I Roy et Big Youth, qui dominent la scène jamaïcaine dans la première moitié des années 1970, parallèlement à la domination du reggae roots.

## Histoire

### Origines
Dès les années 1950, des DJ jamaïcains, enfants de l'école britannique mais influencés par le style américain, prennent le micro en essayant de chanter sur les paroles originales d'une chanson,. En chantant ou en parlant, ils diffusaient toutes sortes de musiques de l'île : jazz, RnB et bien sûr ska et rocksteady. L'histoire des premiers enregistrements réalisés par des DJ jamaïcains remonte à l'époque du ska, lorsque les hommes prenaient le micro dans les soirées dansantes et pouvaient parfois être entendus sur les vinyles, criant une introduction et/ou s'exclamant sur une phrase d'accroche. Les DJ des sound systems avaient l'habitude d'accompagner les chansons d'une introduction vocale mélodique, souvent pour mettre l'accent sur la danse. La voix de Winston « Count » Machuki, par exemple, pouvait être entendue sur le titre Alcatraz du Baba Brooks Band, tandis que Sir Lord Comic a un impact important avec deux succès qui lui sont attribués : Ska-ing West et The Great Wuga Wuga. 
Le rôle des DJ reste toutefois limité aux salles de danse de l'époque, où ils encouragent le public à danser et faisaient la promotion des sound systems dans lesquels ils travaillent. Le premier DJ à faire l'objet d'un enregistrement plus qu'occasionnel est King Stitt, longtemps MC pour le sound system de Sir Coxsone Dodd, appelé « downbeat ». À l'origine, la technique de ces « toasters » consistait à remixer des morceaux d'autres artistes, en supprimant les voix originales, en accentuant la base rythmique et en enregistrant leurs propres paroles par-dessus le morceau. Un jour, King Tubby, l'inventeur du dub, livre quelques disques au DJ de son petit sound system. Beaucoup de voix, des rythmes accrocheurs, une basse entraînante, des effets originaux, le DJ dispose désormais de tout ce dont il a toujours rêvé pour laisser libre cours à sa créativité et à son talent. Il s'appelle U Roy (Ewart Beckford). Le public apprécie également cette musique car Tubby choisit de ne mixer que des disques à succès. U Roy enregistre ensuite de nouvelles versions très appréciée et est le premier à faire du toasting une forme d'art en enregistrant en studio ce qu'il faisait déjà en concert avec son sound system : il aborde divers sujets, tels que le sexe, la marijuana, les questions sociales, les questions religieuses, les hymnes à la danse, tout en utilisant un argot étroit. U Roy est probablement le plus influent de ces artistes, et utilisait le dub comme moyen de diffuser ses messages agit-prop (on peut citer des titres tels que Dynamic Fashion Wa (1969) ; Runaway Girl (1976) ; Wake the Town, Wear You to the Ball). Son style mi-chanté, mi-parlé est ensuite imité par tous les DJ de l'île, les remixes de King Tubby devenant également populaires, ce qui permet au dub de se répandre. Sur les anciens backing tracks de l'époque du rocksteady, la voix du DJ du moment était superposée. Outre les morceaux dub, les toasters jamaïcains naissants (appelés toasters) traitent de sujets d'actualité ; le DJ style commence à émerger lors des danses de rue dans les sound systems, lorsque les toasts commencent à être enregistrés sur des disques.

### Succès
Lorsque U Roy commence à travailler avec le producteur Duke Reid au début des années 1970 et sort enfin ses morceaux, il occupe toutes les places des charts et le DJ style explose en tant que style au sein de la scène jamaïcaine. Le début des années 1970 marque donc le début de la véritable ascension des DJ, et bientôt tous les producteurs s'empressent de chercher l'un de ces artistes pour faire griller leurs rythmes. Alors que les producteurs commencent à laisser des trous dans le mix en gardant une face vide (la version), les deejays commencent à combler ces trous en improvisant dans la foule, souvent avec les artistes eux-mêmes. La plupart des DJ les plus talentueux du début des années 1970, notamment Big Youth, Dillinger, I Roy et Prince Jazzbo, continuent à produire de bons morceaux pendant l'ère naissante du reggae roots, certains sur leurs propres labels. Sans surprise, l'ère roots elle-même est annoncée par des DJ tels que Big Youth, Jah Stitch, I Roy, Prince Jazzbo, Trinity et Dr Alimantado, qui donnent une voix à cette nouvelle vague de musique par des discours conscients dans les sound systems, avant que des producteurs ne prennent part à la création et à la diffusion de leur musique.  Ces artistes, comme leurs rivaux de la génération suivante, ne se limitent plus à l'exclamation de quelques phrases chocs : les deejays commentent et décrivent désormais les souffrances des victimes du ghetto, et donnent des leçons d'histoire relativisées. Big Youth rencontre le succès auprès du public rock avec Dread Locks Dread, produit par Prince Tony Robinson, et Virgin tente la même tactique avec U Roy. Bien qu'il ait toujours évité d'exploiter sa foi rastafari à des fins d'autopromotion, sur son premier album avec Virgin et avec Prince Tony à la production, U Roy est représenté sur la pochette avec des dreadlocks, enveloppé dans un nuage de fumée provenant d'un narguilé. Sur l'album, le DJ reprend des paroles commerciales parlées sur de vieux classiques du rocksteady. Dans Big Youth et le travail de U Roy pour Prince Tony, les détournements vers des références évidentes à Natty Dread pouvaient être ennuyeux, bien que les albums semblent plus acceptables rétrospectivement, et les morceaux de U Roy tels que Run Away Girl et Chalice In the Palace (basé sur « Queen Majesty ») ont conservé un bon degré d'inspiration et de bon sens.
Durant cette période d'exposition internationale, U Roy joue un rôle important dans le dancehall de Kingston grâce à son sound system, le Stur-Gav Hi-Fi, dans lequel l'artiste fait école en favorisant la croissance et la formation de nouveaux talents. Le premier élève, Ranking Joe, rebaptisé ainsi après un passage sous le nom de Little Joe, devient actif en 1977-1978 avant d'entamer une collaboration avec le producteur Jah Screw à la fin des années 1970, et de renaître sous le nom de Ray Symbolic. Ranking Joe ne sera suivi qu'au début des années 1980 par Charlie Chaplin, Josey Wales et Brigadier Jerry, tous des DJ qui jouent un rôle clé dans l'essor du style early dancehall dans le toasting. U-Brown est le plus important disciple de U Roy. La plupart de ces DJ enregistrent ensuite pour divers producteurs qui avaient les idées et l'argent nécessaires pour les attirer dans leurs studios d'enregistrement. D'importants toasters comme Dillinger, Jah Stitch, Trinity et Jah Woosh ont parfois produit des morceaux pour leurs propres labels, mais trouvaient qu'il était de plus en plus pratique d'enregistrer pour d'autres labels.

### Déclin
La popularité du DJ style commence à décliner à partir de la seconde moitié des années 1970, mais il reste une référence dans le reggae et une forte influence pour le développement du premier rap aux États-Unis, qui naît grâce à la contribution d'artistes tels que U Roy, en 1970,. Dans le prolongement du DJ style, plusieurs nouveaux styles de reggae commencent à se développer vers la fin des années 1970 : parmi eux, la dub poetry, un genre qui combine des performances orales inspirées du DJ, sous forme poétique, sur une base de dub ou de reggae en général. Les porte-drapeaux de ce nouveau style sont des poètes tels que Linton Kwesi Johnson, Oku Onuora, et Mutabaruka, qui connaissent une grande popularité entre la fin des années 1970 et le milieu des années 1980.
Les années 1980 sont la première décennie au cours de laquelle le reggae est dominé par les DJ. Cet afflux de toasters avait été prédit à la fin de la décennie précédente, lorsque certains des morceaux enregistrés par les DJ étaient sortis plus tôt que les mêmes en version chantée. Le label Volcano Records de Junjo Lawes commence à connaître le succès avec tous les DJ de l'époque. Parmi eux, Josey Wales et Charlie Chaplin ; tous deux sont manifestement formés par U Roy, mais tous deux ont habilement fusionné les techniques de leur maître avec les sons modernes de Lawes. Toyan (également connu sous le nom de Ranking Toyan), un DJ des sound systems Socialist Roots et Romantic Hi-Fi, est un autre artiste estimé qui a rarement réussi à construire sa réputation par le biais d'enregistrements ; Junjo, avec Don Mais (son premier producteur), amène Toyan très près du sommet de sa popularité, notamment avec le disque How the West Was Won (1981), publié par Greensleeves, qui a un impact considérable à Londres, en raison notamment à sa pochette. Greensleeves lance lui-même le futur producteur Captain Sinbad avec la même pochette attrayante, tandis que le duo d'artistes dirigé par Junjo Lawes, composé de Clint Eastwood (né Robert Brammer, le frère cadet de Trinity) et de DJ General Saint (Winston Hislop), atteint le sommet des hit-parades pop britanniques. 